# Ybbstal Straße
Die Ybbstal Straße (B 31) ist eine Landesstraße in Österreich. Sie verläuft auf einer Länge von 43,8 km durch das Ybbstal in den Ybbstaler Alpen. Die Straße beginnt in Waidhofen an der Ybbs und endet in Göstling an der Ybbs. Sie wurde von der Ybbstalbahn begleitet.
Vom Abzweig der Grestner Straße (B 22) bis Göstling an der Ybbs ist die Ybbstal Straße Teil der österreichischen Eisenstraße.

## Geschichte
Die Ybbstal Straße gehörte seit dem 1. Jänner 1950 zum Netz der Bundesstraßen in Österreich.